# Convair Model 200
Die Convair Model 200 war der Entwurf eines Senkrechtstarters für die US Navy. Weitere Versionen waren für konventionelle Katapultstarts und Fangseillandungen vorgesehen.

## Geschichte
Der Entwurf der Convair Model 200 stammt von 1973 und ähnelte zum Teil dem der F-35B. Während es an Stealth mangelte, wurde er als einstrahliges Jagdflugzeug, sowohl in VTOL- als auch in CTOL-Konfiguration (Modell 201A), konzipiert. Für den VTOL-Schwebeflug waren das einzelne Pratt & Whitney JTF22A-30A mit einem um 90 Grad nach unten neigbaren Strahlauslass und zwei zusätzliche Hubtriebwerke mit je 46,7 kN Schub hinter dem Cockpit vorgesehen. Die F-35B hat einen einzelnen vom Haupttriebwerk angetriebenen Hubfan. Bei den CTOL-Versionen wurden die Hubtriebwerke und die schwenkbaren Düsen eliminiert. Die Höchstgeschwindigkeit lag bei Mach 2. Die Spannweite betrug 27 Fuß 10,5 Zoll; die Länge war 51 Fuß 1,5 Zoll. Die Convair Model 200 hatte ein Marschtriebwerk, ein gepfeiltes Seitenleitwerk, zwei Kielflossen unter dem Rumpf, Deltaflügel sowie Deltacanards direkt hinter den rechteckigen Lufteinlässen.
Das Modell 200 wurde in einem Wettbewerb der US-Navy für einen kleinen VTOL-Jäger vorgeschlagen, der vom Sea Control Ship, den kleinen Flugzeugträgern, die die US Navy damals plante, getragen werden konnte. Es wurden weder das Modell 200 noch das SCS gebaut. Jedoch wurde ein Konkurrent des Modells 200, die Rockwell XFV-12, gebaut. Die Rockwell XFV-12 konnte die erfüllten Erwartungen jedoch bei weitem nicht erfüllen, und das Projekt wurde noch vor Ende der Fertigstellung der zweiten Rockwell XFV-12 abgebrochen.
Für das Convair Model 200 wurden diverse Modelle für Windkanalversuche gebaut. Sowie ein Modell für die Erforschung der Luftströmungen bei Senkrechtstart- und Landung. Des Weiteren ein 1:1-Vorderrumpfmodell inklusive vollständigem Cockpitlayout.
Einige Entwicklungskomponenten des Modell 200 wurden auch für den Vorschlag einer stark modernisierten Version der Convair F-106 Delta Dart, der Versionen F-106C, F-106D und F-106X verwendet, blieben aber nur Projekte. Diese Versionen mit der Bezeichnung „Super Dart“ hätten über neue Lufteinlässe für das Triebwerk, Canards, neue Avionik, neuen Radar und ein General-Electric-Strahltriebwerk J93-GE-3AR verfügt.
Auch in den Entwurf Convair Model 44, Convairs Beitrag zur VFX Ausschreibung (der späteren F-14 Tomcat), flossen Entwicklungskomponenten des Modell 200 ein.

## Konzeptvarianten
- Convair Model 200, einsitziger Senkrechtstarter mit zwei Hubtriebwerken hinter dem Cockpit und schwenkbarem Haupttriebwerkauslass, Bugfahrwerk mit einem Rad.
- Convair Model 201, einsitziges Trägerflugzeug, ohne die Hubtriebwerke, an der Stelle ist bei dieser Version ein interner Treibstofftank, mit konventionellem Triebwerk mit Nachbrenner, Bugfahrwerk mit zwei Rädern und Vorrichtungen für den Katapultstart und Fanghaken für die Kabelfanganlage auf konventionellen Flugzeugträgern. Während bei der Senkrechtstarterversion das Bugfahrwerk nach vorn in den Fahrwerksschacht unter dem Cockpit einfährt, fährt das Bugfahrwerk der CTOL-Version nach hinten ein. Der Fahrwerkschacht befindet sich dort, wo bei der VTOL-Version die Öffnung für die Hubtriebwerke vorgesehen war.
- Convair Model 201 Trainer, gleich wie Convair Model 201, statt des Treibstofftanks hinter dem Cockpit, vergrößertes Cockpit für 2 Mann in Tandemanordnung.

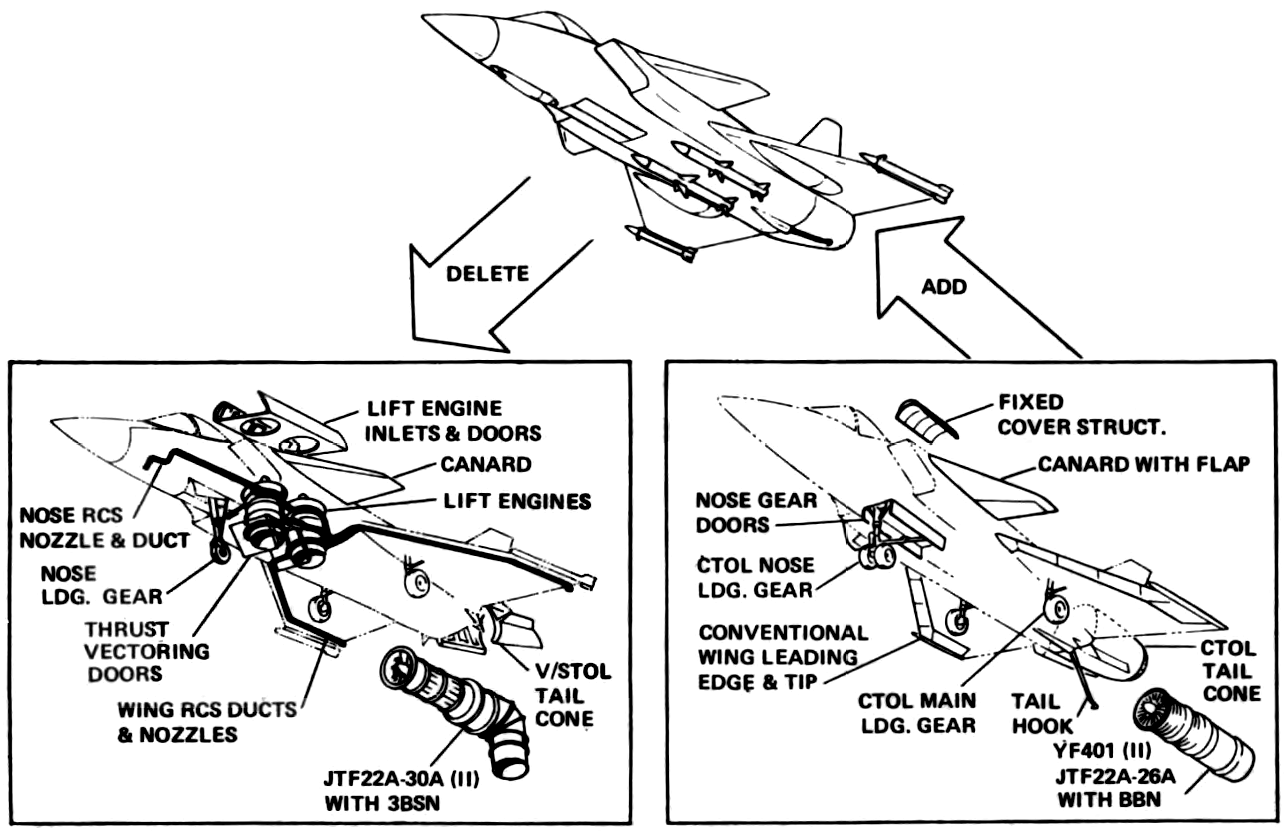
Convair Model 200A Modifications
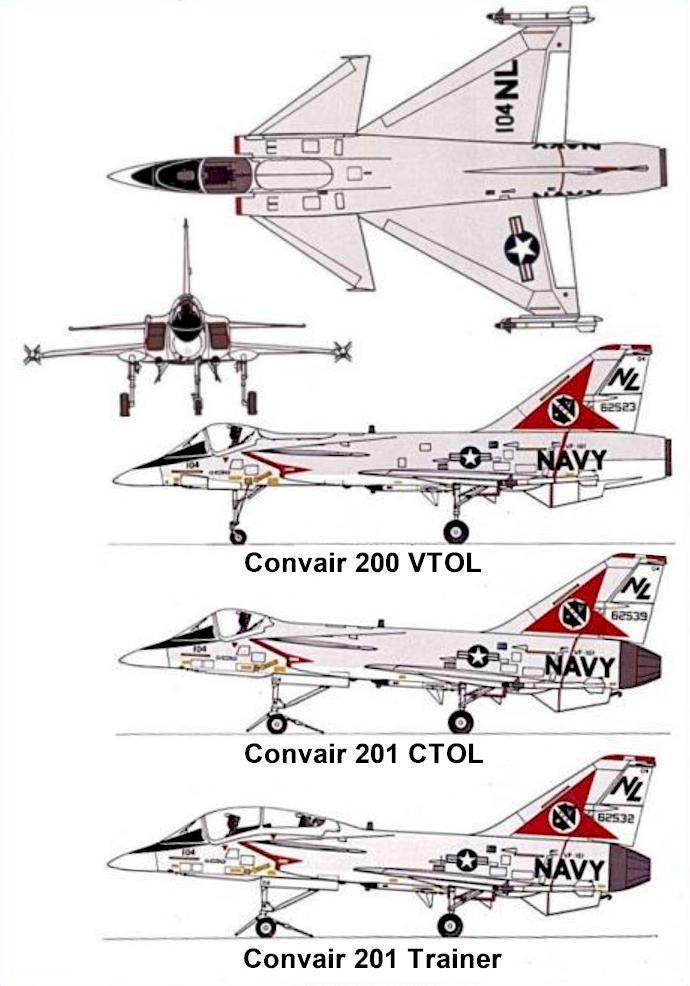
Convair Model 200 Series
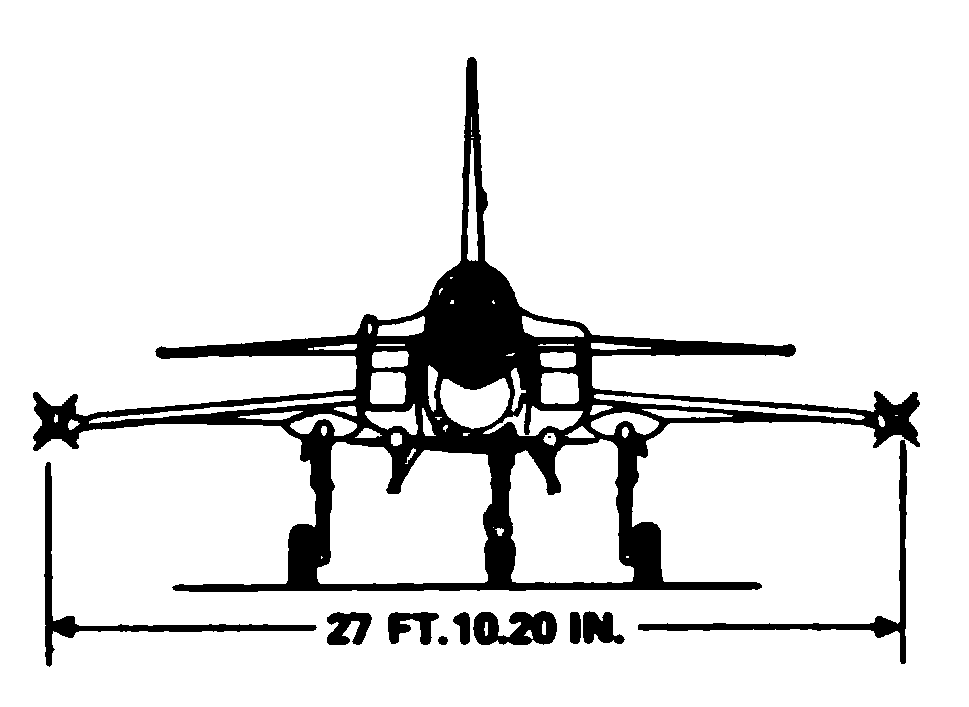
Convair Model 200A (front view)
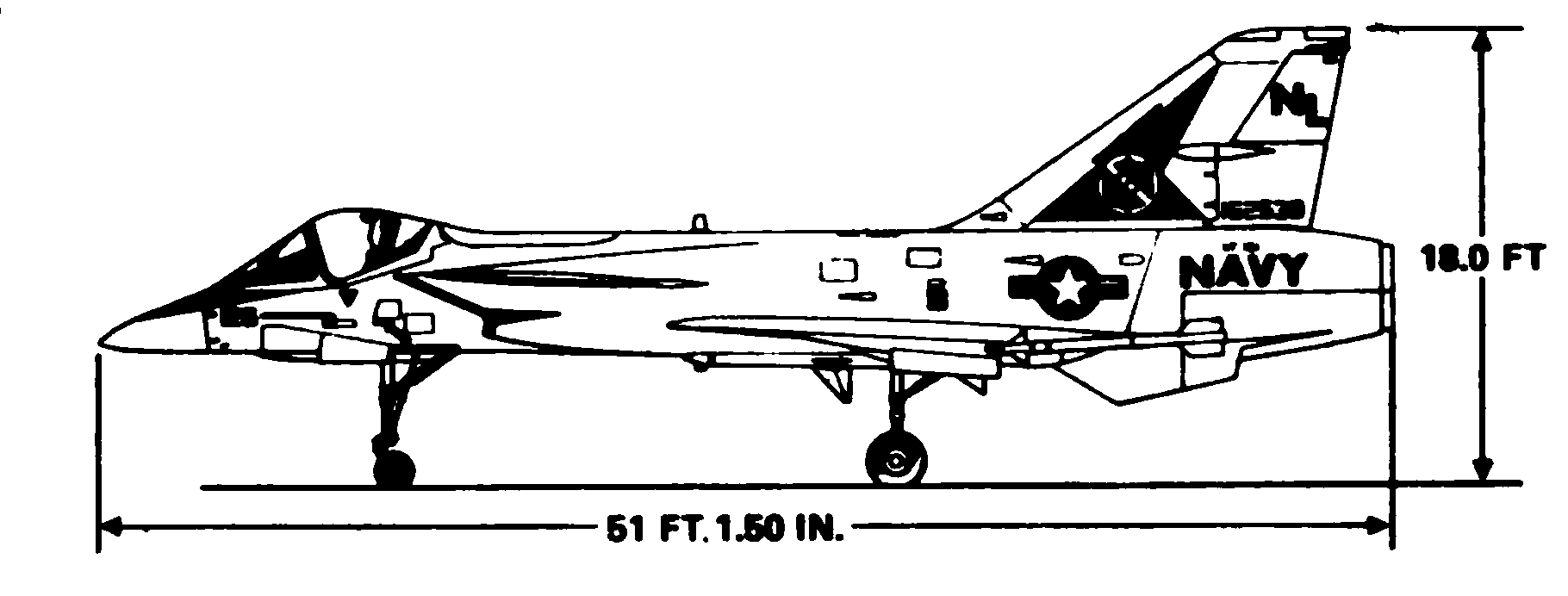
Convair Model 200A (side view)
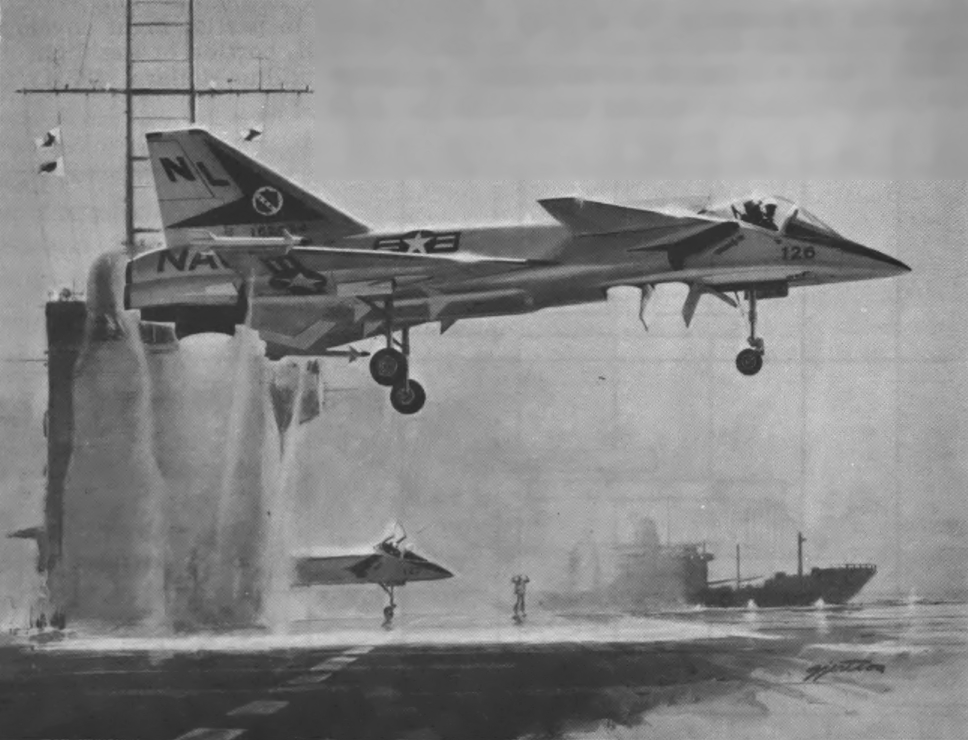
Convair Model 200

## Bewaffnung
- 2 interne Bordkanonen im Rumpf unter den Lufteinlasskanälen
- 2 Sparrow an den Rumpfunterseiten
- 4 Sidewinder an Flügelunterstationen und den Flügelspitzen
- 6 Freifallbomben an innerem Flügelpylon mit Dreifachhalterung.